# Mari Kodama
Mari Kodama est une pianiste japonaise née à Osaka en 1967 et élevée à Paris.

## Formation
Mari Kodama étudie le piano au Conservatoire de Paris auprès de Germaine Mounier et la musique de chambre auprès de Geneviève Joy-Dutilleux.
Elle est la sœur de Momo Kodama, également pianiste.

## Carrière
Mari Kodama a effectué des tournées en Europe, aux États-Unis et au Japon. Elle est particulièrement connue pour ses interprétations de Mozart et Beethoven.
En 2002, elle donne sa dernière exécution de l'ensemble du cycle des sonates pour piano de Beethoven qu'elle présente en trois saisons consécutives à Los Angeles et Pasadena en Californie.
Mari Kodama est membre fondateur de festivals de musique de chambre à San Francisco, Sapporo et Gmunden. En compagnie de son mari, le chef d'orchestre Kent Nagano, elle présente les « Musicaldays » à Forest Hill, festival insolite qui, de toutes ses initiatives, est celui qui retient le plus son intérêt.

## Enregistrements
Mari Kodama a gravé les sonates no 21 (Waldstein), no 23 (Appassionata) et no 26 (Les Adieux) de Beethoven pour le label Naxos. Elle a enregistré Beethoven pour le label néerlandais PentaTone Classics et les concerti pour piano de Frédéric Chopin et Carl Loewe avec son mari, à la tête de l'Orchestre national de Russie.
- Prokofiev, Concertos pour piano nos 1 et 3 ; Sonate pour piano no 7 - Orchestre Philharmonia, dir. Kent Nagano (1991, ASV CDDCA 786) (OCLC 156754554)
- Saint-Saëns, Le carnaval des animaux - Francis Huster, récitant ; Mari Kodama et Momo Kodama, pianos ; Orchestre de l'Opéra de Lyon, dir. Kent Nagano (août 1992, Erato 4509974062)
- Beethoven, Concertos pour piano nos 1 et 2 - Deutsches Symphonie-Orchester Berlin, dir. Kent Nagano (23-24 juin 2006, Analekta) (OCLC 833183249)
- Beethoven, Triple concerto ; Concerto pour piano no 3 - Mari Kodama, piano ; Kolja Blacher, violon ; Johannes Moser, violoncelle ; Deutsches Symphonie-Orchester Berlin, dir. Kent Nagano (février 2001 / novembre 2006, Berlin Classics) (OCLC 794716132)
- Tchaïkovski, Suites de ballets (Le Lac des cygnes ; La Belle au bois dormant ; Casse-noisette), à quatre mains avec Momo Kodama (avril 2016, SACD Pentatone PTC 5186 579) (OCLC 968163543)
- Martinů, Double concertos : Concerto pour deux pianos, H. 292 - Mari Kodama et Momo Kodama, pianos ;  Orchestre philharmonique de Marseille, dir. Lawrence Foster (20-30 juin 2017, SACD Pentatone) (OCLC 1040685888)
- Falla, Nuits dans les jardins d'Espagne - Orchestre de la Suisse romande, dir. Kazuki Yamada (juillet 2016, SACD Pentatone) (OCLC 987858275)
- Kaleidoscope : transcriptions d'œuvres de Beethoven par Saint-Saëns (mouvement lent du Quatuors no 6 ; Allegretto vivace du Quatuor no 7), Balakirev (mouvement Allegretto avec Thème russe du Quatuor no 8, op. 59 ; Cavatine du Quatuor no 13, op. 130) et Moussorgski (mouvements II et III, du Quatuor no 16, op. 135) ; quatrième mouvement (Allegretto con variazioni) du Quintette avec clarinette, Kv. 581 de Mozart, transcrit par Beethoven - Mari Kodama, piano (octobre 2019, SACD Pentatone)